# 엘리자베트 푀르스터 니체
테레제 엘리자베트 알렉산드라 푀르스터-니체(Therese Elisabeth Alexandra Förster-Nietzsche, 1846년 7월 10일 ~ 1935년 11월 8일)는 철학자 프리드리히 니체의 누이이자 1894년 니체 아카이브를 설립한 인물이다.
푀르스터-니체는 오빠보다 두 살 어렸다. 그들의 아버지는 뤼첸 근처 뢰켄이라는 독일 마을의 루터교 목사였다. 두 아이는 어린 시절과 성인 초기에 가깝게 지냈다. 그러나 1885년, 푀르스터-니체가 저명한 독일 국민주의자이자 반유대주의자가 된 전 고등학교 교사 베른하르트 푀르스터와 결혼하면서 그들은 멀어졌다. 니체는 그들의 결혼식에 참석하지 않았다.
푀르스터-니체와 그녀의 남편은 1887년 파라과이에 성공하지 못한 식민지 누에바 게르마니아를 세웠다. 그녀의 남편은 1889년에 자살했다. 푀르스터-니체는 1893년 독일로 돌아올 때까지 식민지를 계속 운영했고, 그곳에서 오빠가 발간한 글들이 유럽 전역에서 읽히고 논의되기 시작하는 불구가 된 것을 발견했다. 아돌프 히틀러는 1935년에 그녀의 장례식에 참석했다.
1950년대에 월터 카우프만과 같은 니체의 새로운 편집자들과 번역가들은 니체의 작품이 푀르스터-니체에 의해 인종차별적이고 우생학적 주제를 강조하도록 편집되었다고 주장했지만, 이 주장은 최근 학술 연구에서 논쟁의 대상이 되었다. 다른 이론은 푀르스터-니체를 무죄로 판정하고 니체의 작품 왜곡을 나치 자신들의 소행으로 돌린다.

## 초기 생애

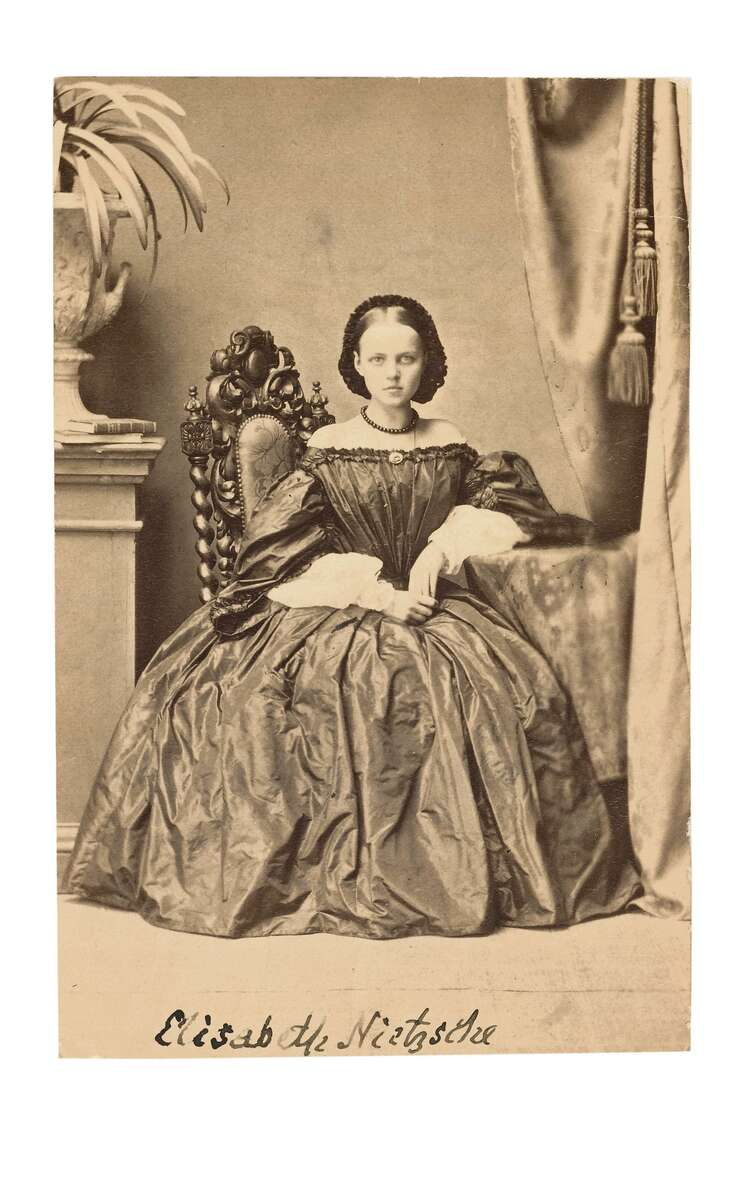
엘리자베스 니체

테레제 엘리자베트 알렉산드라 니체는 1846년 칼 루트비히 니체와 프란치스카 니체(결혼 전 성 오엘러) 사이에서 태어났다. 그녀는 칼 루트비히 니체가 함께 일했던 세 공주의 이름을 따서 지어졌다. 칼 루트비히는 뤼첸 근처 뢰켄이라는 독일 마을의 루터교 목사였다. 프란치스카는 소박한 여인이었다. 칼 루트비히는 1849년에 사망했다. 프란치스카는 가망이 없었고 남편의 연금도 불충분했다. 그녀는 칼 루트비히의 어머니 에르트무테의 자선에 의지하고, 그녀가 자녀들을 위해 열어줄 수 있는 더 뛰어난 전망에 의존하기로 선택했다. 어린 시절을 회상할 때, 푀르스터-니체는 그들이 많이 울었을 수도 있다고 암시했다.
프리드리히와 푀르스터-니체는 어린 시절과 성인 초기에 가깝게 지냈다. 그는 평생 그녀를 "라마"라고 불렀는데, 짐을 지고 침을 뱉는 고집 센 동물의 묘사가 그녀에게 잘 어울린다고 느꼈기 때문이다.

## 누에바 게르마니아
베른하르트 푀르스터는 신대륙에 정착지를 만들 계획이었고, 파라과이에서 적합하다고 생각하는 부지를 찾았다. 부부는 14개 독일 가족을 설득하여 누에바 게르마니아라고 불릴 식민지에 합류하게 했고, 1887년 2월 15일 이 단체는 독일을 떠나 남아메리카로 향했다.
식민지는 번성하지 못했다. 독일식 농업 방식은 토지에 적합하지 않았고, 질병이 만연했으며, 식민지로의 교통은 느리고 어려웠다. 늘어나는 빚에 직면한 푀르스터는 1889년 6월 3일 독극물로 자살했다. 4년 후, 푀르스터-니체는 영원히 식민지를 떠나 독일로 돌아왔다. 식민지는 여전히 산페드로 부서의 한 지구로 존재한다.

## 니체 아카이브

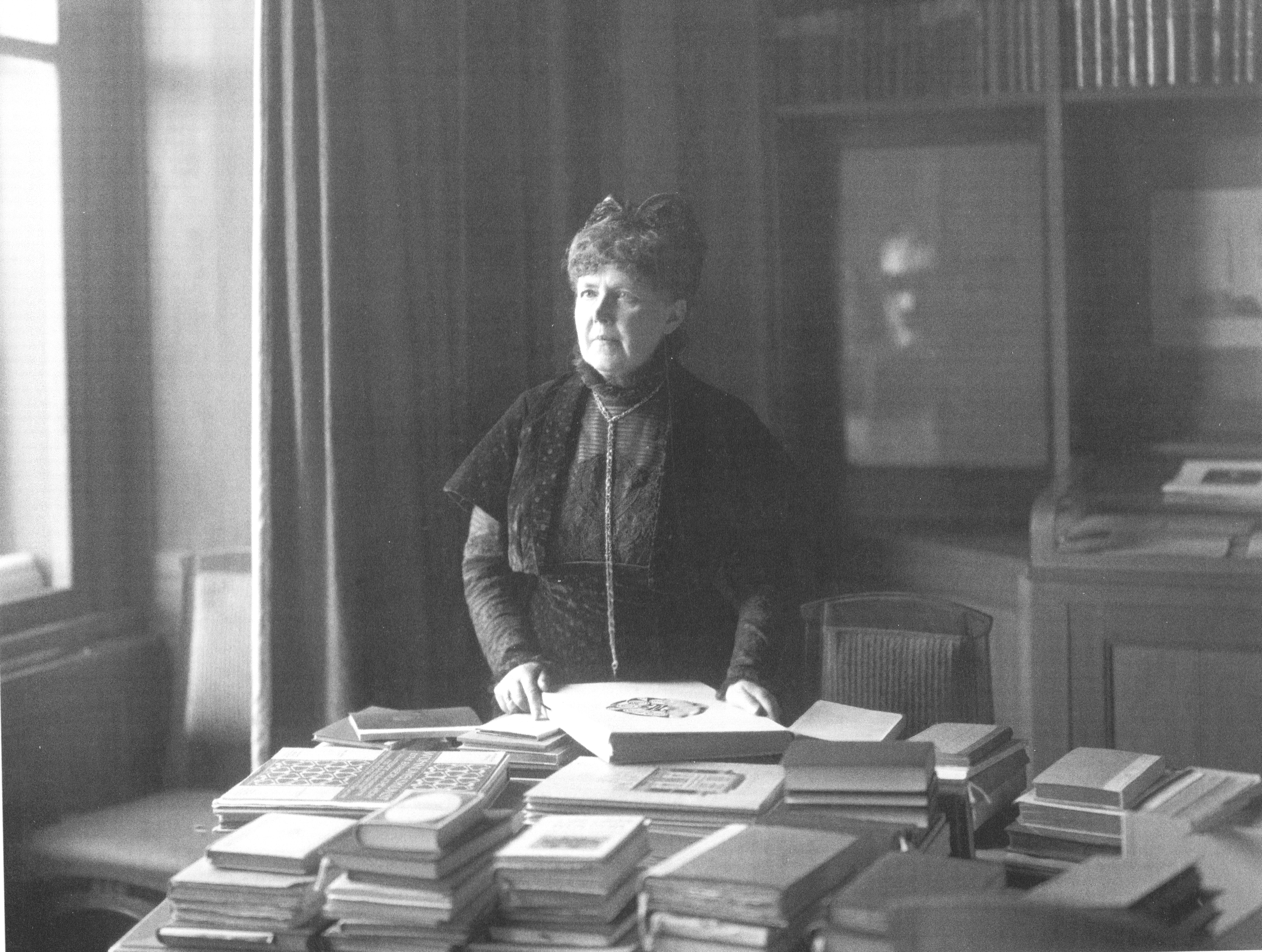
엘리자베스 푀르스터-니체, 1910년, 루이스 헬트.

프리드리히 니체의 정신적 붕괴는 1889년에 일어났고(그는 1900년에 사망), 1893년 엘리자베트가 돌아왔을 때 그녀는 그가 출판한 저작들이 유럽 전역에서 읽히고 논의되기 시작하는 불구가 된 것을 발견했다. 푀르스터-니체는 특히 권력에의 의지라는 이름으로 니체의 단편들을 모아 출판하는 것을 통해 오빠를 홍보하는 데 주도적인 역할을 했다. 니체 아카이브에서의 집단 작업으로 그녀는 결국 노벨 문학상 후보에 네 번이나 지명되었다.

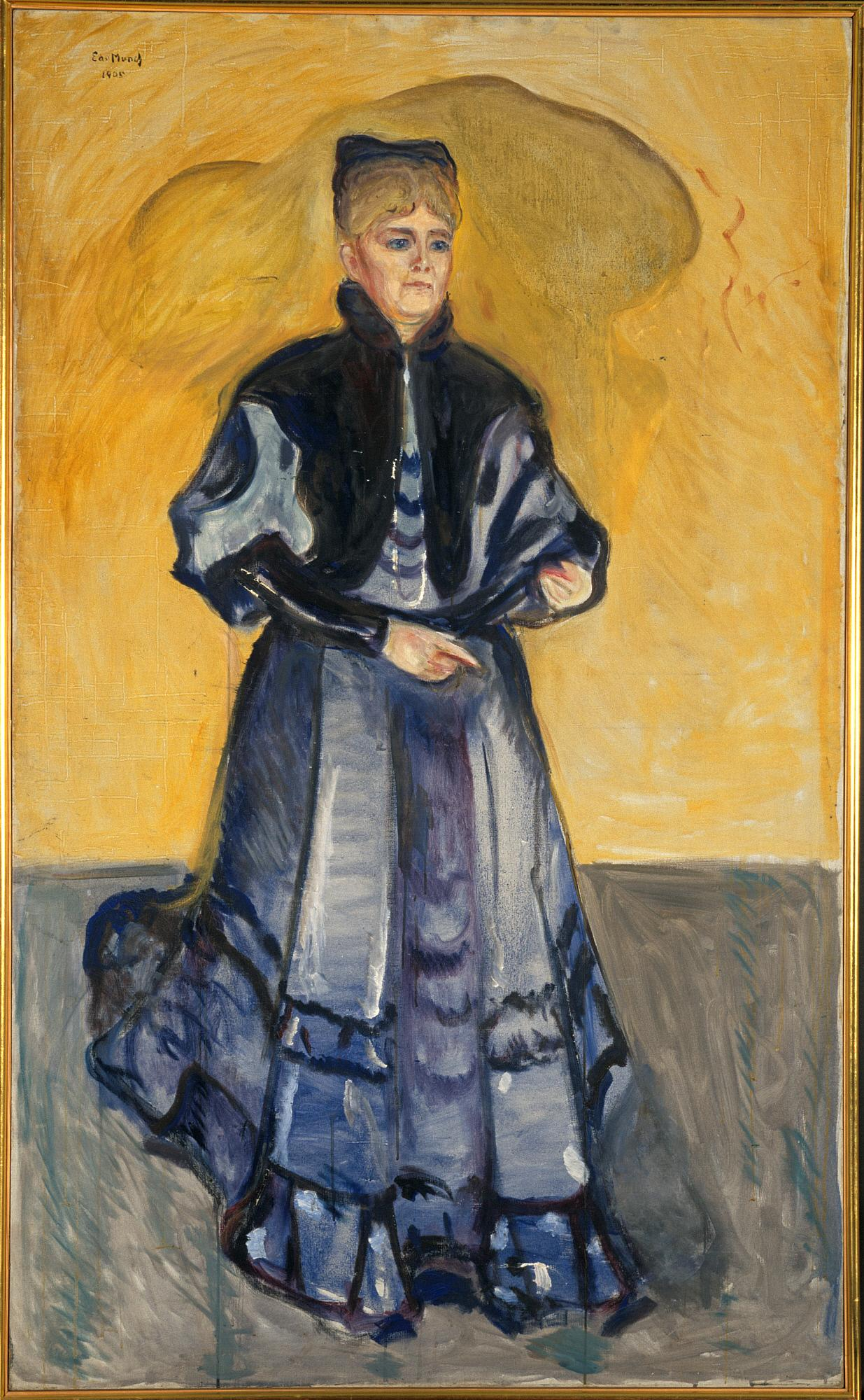
엘리자베스 푀르스터-니체, 에드바르 뭉크, 1906년.

## 나치당과의 제휴
1950년대 니체 편집자들과 번역가들이 제시한 일반적인 설명은 1930년 독일 국민주의자이자 반유대주의자였던 푀르스터-니체가 나치당의 지지자가 되었고, 전통적으로 주장되어왔듯이 그녀가 니체의 작품을 나치 이데올로기에 더 잘 맞도록 위조했다는 것이다. 이 이야기는 현재 최신 학술 연구에서 논쟁 중이며, 이는 엘리자베트가 니체의 작품을 선별적으로 편집한 동기가 주로 오빠를 비판으로부터 보호하고 자신을 오빠와 가깝게 보이려는 의도였다고 주장한다.
1933년 히틀러가 집권하자 니체 아카이브는 정부로부터 재정 지원과 홍보를 받았고, 그 대가로 푀르스터-니체는 오빠의 상당한 명성을 정권에 부여했다. 1935년 푀르스터-니체의 장례식에는 히틀러와 여러 고위 독일 관리들이 참석했다. 이러한 긴밀한 관계에도 불구하고 그녀는 나치당원이 된 적은 없으며, 1918년에 독일 국가인민당에 입당했다.

## 출판물
- Das Leben Friedrich Nietzsches, 3 Bände ("프리드리히 니체의 생애", 3권; 1권: 1895년, 2권/1: 1897년, 2권/2: 1904년)
- Das Nietzsche-Archiv, seine Freunde und seine Feinde ("니체 아카이브, 그의 친구들과 적들", 1907년)
- Das Leben Friedrich Nietzsches, 2 Bände ("프리드리히 니체의 생애", 2권);
  - Bd. 1: Der junge Nietzsche ("1권: 젊은 니체", 1912년)
  - Bd. 2: Der einsame Nietzsche ("2권: 고독한 니체", 1914년)
- Wagner und Nietzsche zur Zeit ihrer Freundschaft ("바그너와 니체의 우정 시절", 1915년)
- Nietzsche und sein Werk ("니체와 그의 작품", 1928년; 앙리 리히텐베르거와 공동 편집)
- Friedrich Nietzsche und die Frauen seiner Zeit ("프리드리히 니체와 그의 시대의 여인들", 1935년)
- Nietzsche, Friedrich; Wagner, Richard (1921).  Foerster-Nietzsche, Elizabeth, 편집. 《The Nietzsche-Wagner Correspondence》. 번역 Kerr, Caroline V.. Introduction by H.L. 멩켄. 뉴욕: 보니 앤 리버라이트. ISBN 087140-510-5.